# Detlef Wiezorrek
Detlef Wiezorrek (geboren am 28. Oktober 1955 in Barth) ist ein ehemaliger deutscher Fußballspieler.
Er spielte von 1974 bis 1984 bei Vorwärts Stralsund. In dieser Zeit spielte er mit dem Stralsunder Verein auch in der höchsten Spielklasse der DDR, der Oberliga, nämlich in der Saison 1974/1975, in der er sieben Mal zum Einsatz kam.